# Stevie Ray
Lash Rushay Huffman (Houston, 22 augustus 1958) - beker bekend als Stevie Ray - is een Amerikaans voormalig professioneel worstelaar die vooral bekend is van zijn tijd bij World Championship Wrestling, van 1993 tot 2000.
Tijdens zijn periode bij WCW, worstelde hij jarenlang samen met zijn jongste broer, Booker Huffman (beter bekend als Booker T), als de Harlem Heat en veroverden tien keer het WCW World Tag Team Championship.

## In het worstelen
- Finishers
  - Slapjack

- Signature moves
  - Bicycle kick
  - Flying clothesline
  - High knee strike
  - Inverted atomic drop
  - Military press slam
  - Scoop slam

- Managers
  - J. Biggs
  - Jacquelyn
  - Kash
  - Col. Rob Parker
  - Sister Sherri
  - Vincent

## Prestaties
- Global Wrestling Federation
  - GWF North American Heavyweight Championship (1 keer)
  - GWF Tag Team Championship (3 keer: met Booker T)

- Pro Wrestling Illustrated
  - PWI Tag Team of the Year (1995, 1996) met Booker T

- World Championship Wrestling
  - WCW World Tag Team Championship (10 keer: met Booker T)
  - WCW World Television Championship (1 keer)